# تک‌پر کوبایی
تک‌پر کوبایی (نام علمی: Myadestes elisabeth)، که همچنین به عنوان بلبل کوبایی شناخته می‌شود، گونه‌ای از پرندگان تیرهٔ توکایان (Turdidae) و بوم‌زاد کوبا است.
زیستگاه طبیعی آن جنگل‌های نمناک کوهستانی است. نابودی زیستگاه آن را تهدید می‌کند.